# Salpausselkä (trampolino)
Il Salpausselkä (nome ufficiale in finlandese: Salpausselän hyppyrimäet) è un trampolino situato a Lahti, in Finlandia.

## Storia
Inaugurato nel 1923, l'impianto ha ospitato le gare di salto con gli sci e di combinata nordica dei Campionati mondiali di sci nordico del 1926, del 1938, del 1958, del 1978, del 1989 e del 2001, oltre al Trofeo del Salpausselkä e a numerose tappe della Coppa del Mondo di combinata nordica e della Coppa del Mondo di salto con gli sci.
Rinnovato nel 1938 e nuovamente nel 1958, fu interamente ricostruito tra il 1974 e il 1977; nella configurazione attuale il trampolino è triplo.

## Caratteristiche
Il trampolino originario aveva un punto K di 40 m, per cui era un trampolino piccolo; oggi invece i tre trampolini sono HS 70, HS 100 (trampolino normale) e HS 130 (trampolino lungo). I rispettivi primati di distanza appartengono al finlandese Jarkko Määttä (72,5 m nel 2008), al polacco Kamil Stoch (103,5 m, nel 2017) e al norvegese Johann André Forfang (138 m, nel 2017).